# Leptobrachium leishanense
Leptobrachium leishanense (originalmente descrita como Vibrissaphora leishanensis) é uma espécie de anfíbio da família Megophryidae. É endémica da China. Os seus habitats naturais são florestas subtropicais ou tropicais húmidas de baixa altitude, regiões subtropicais ou tropicais húmidas e rios. Está ameaçada por perda de habitat.